# Yversay
Yversay é uma comuna francesa na região administrativa da Nova Aquitânia, no departamento de Vienne. Estende-se por uma área de 5,95 km². Em 2010 a comuna tinha 571 habitantes (densidade: 96 hab./km²).